# Dammer Straße 51 (Mönchengladbach)

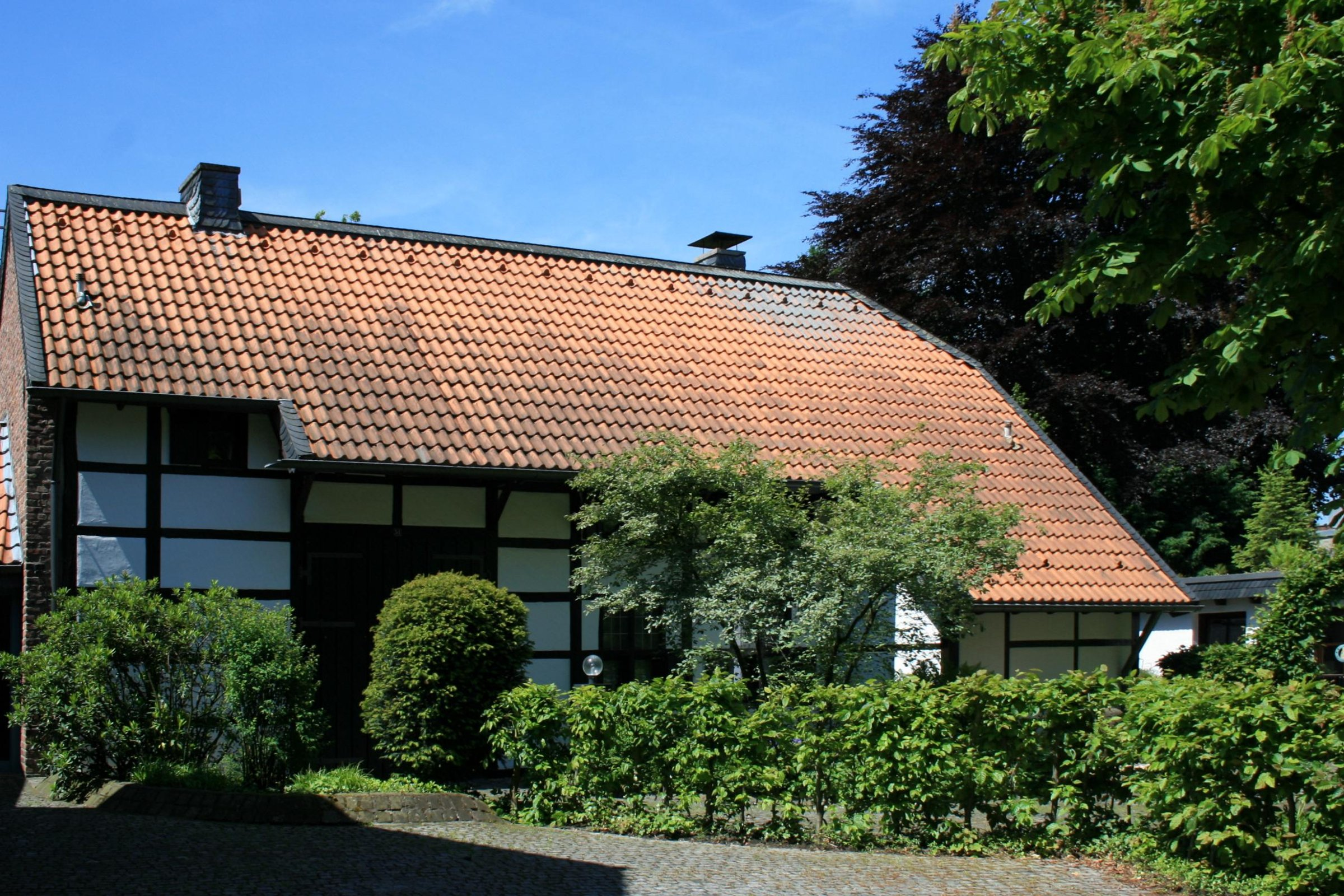
Fachwerkhaus (2011)

Das Fachwerkhaus Dammer Straße 51 steht im Stadtteil Neuwerk-Damm in Mönchengladbach (Nordrhein-Westfalen).
Das Haus wurde in der zweiten Hälfte des 18. Jahrhunderts erbaut. Es ist unter Nr. D 002 am 4. Dezember 1984 in die Denkmalliste der Stadt Mönchengladbach eingetragen worden.

## Architektur
Das ehemalige Wohn- und Stallgebäude im Ortsteil Damm stellt zusammen mit seinem Nachbarhaus, ebenfalls einem Restbauernhof, eines der wenigen letzten Objekte der ursprünglichen Besiedlung dar.
Das Gebäude in Fachwerkkonstruktion steht traufseitig parallel zur Dammer Straße, aber zurückversetzt. Linksseitlich eine ehemalige Scheunentoreinfahrt, heute als Wohneingang umgestaltet. Rechtsseitlich ein abgeschleppter Dachbereich. Die Dachausbildung in Hohlfalzziegeln mit Grat- und Ortgangverwahrung in Naturschiefer.